# Automolis galla
Automolis galla là một loài bướm đêm thuộc phân họ Arctiinae, họ Erebidae.